# Zawidów (Ukraina)
Zawidów (ukr. Завидів) – wieś na Ukrainie, w obwodzie wołyńskim, w rejonie włodzimierskim, w hromadzie Pawliwka. W 2001 liczyła 658 mieszkańców, spośród których 655 wskazało jako ojczysty język ukraiński, 2 rosyjski, a 1 białoruski.
W okresie międzywojennym wieś znajdowała się w granicach II RP, wchodząc w skład gminy Poryck w powiecie włodzimierskim, w województwie wołyńskim.